# Vaso de los juerguistas
El Vaso de los juerguistas es un vaso griego originario del período arcaico. Pintado alrededor del 510 a. C. en estilo de cerámica de figuras rojas, el jarrón se encontró en una tumba etrusca en Vulci, Italia. La pintura se atribuye a Eutímides. El vaso es un ánfora (un tipo de recipiente normalmente usado para almacenar), pintado con dos escenas: una representa a tres asistentes a la fiesta desnudos y la otra al héroe troyano Héctor preparándose para la batalla.
La obra representa un uso temprano del escorzo y las vistas de tres cuartos de las figuras en la pintura de vasos griegos, rompiendo con las convenciones anteriores de emplear vistas de perfil y frontales. Fue excavada en 1829 por Luciano Bonaparte en el Túmulo de la Cuccumella etrusca de Vulci, Italia, y actualmente se conserva en la Staatliche Antikensammlungen de Múnich, Alemania.

## Historia
El Vaso de los juerguistas fue pintado por Eutímides, un pintor de vasos ateniense activo durante el período arcaico desde c. 515-500 a. C. Mide aproximadamente 60 cm de altura, y se considera que fue realizado alrededor del 510 a. C. Eutímides, junto con otros pintores como Eufronio y Fincias.

Se les conoce como el Grupo pionero por su trabajo con el recién inventado estilo de figuras rojas,, en el que el engobe oscuro pintado sobre el vaso se aplicaba al fondo, dejando el primer plano, representado por el espacio negativo en el color natural de la arcilla. 
Esto contrastaba con la técnica anterior de figuras negras, en la que se utilizaba el engobe para pintar las figuras y se resaltaban pequeños detalles rascándola. El trabajo del Grupo pionero se caracterizó por su interés en la anatomía humana y el uso de poses dinámicas que llenaban el espacio.
Fue descubierto en Vulci, en Italia (entonces parte de los Estados Pontificios). Fue excavado por Luciano Bonaparte] (el hermano de Napoleón Bonaparte), quien excavó más de 3000 vasos áticos de tumbas etruscas en su propiedad cerca de Vulci a partir de 1828. Bonaparte encontró el vaso en el Túmulo de la Cuccumella del siglo VI a. C. en marzo de 1829.  Actualmente se conserva en la Staatliche Antikensammlungen en Múnich, Alemania, donde tiene un número de inventario de 2307. En el sistema de indexación ARV2 desarrollado por John Beazley, su n.º inv. es 26,1, y está numerado como 200160 en la base de datos de cerámica del archivo Beazley.

## Descripción
El vaso es un ánfora tipo A, una forma de vaso preferida por Eutímides. Las ánforas de dos asas, como el Vaso de los juerguistas, se usaban típicamente para almacenar vino, aceite y otros líquidos y sólidos. Un lado del vaso muestra a tres bailarines masculinos (comastas) casi desnudos participando en un como, una danza ritual salvaje y usualmente ebria en honor al dios Dioniso, quizás después de una fiesta de bebida solo para hombres conocida como simposio. El juerguista más a la izquierda sostiene un cántaros, un vaso griego para beber. Dos de los comastas se llaman Eudemo y Teles, mientras que la figura de la izquierda se llama komarkhos (comarco), que significa "líder de la danza". Los tres llevan coronas florales.
El vaso está decorado con motivos florales y geométricos en las asas y la base, que enmarcan las escenas principales. En el lado opuesto a los juerguistas, el príncipe troyano Héctor aparece con su armadura antes del combate. Es observado por sus padres, Príamo y Hécuba. Héctor, representado frontalmente, viste un quitón (una forma de túnica sujeta al hombro), grebas y una coraza, que  se ajusta. Un escudo, decorado con la cabeza de un fauno, se encuentra a sus pies. Hécuba viste un quitón, una corona y un epiblemata (velo).  Le entrega a Héctor su yelmo y su lanza, y partes de su pecho y pierna se pueden ver a través de su ropa. Hay un simple esgrafiado en la planta del pie. Todas las figuras en ambas escenas están etiquetadas; estos nombres, junto con la diadema de Héctor y algunas franjas en el vaso, están ejecutados en engobe púrpura. Excepto Príamo, todas las figuras tienen el detalle de su cabello indicado por una incisión en el engobe.

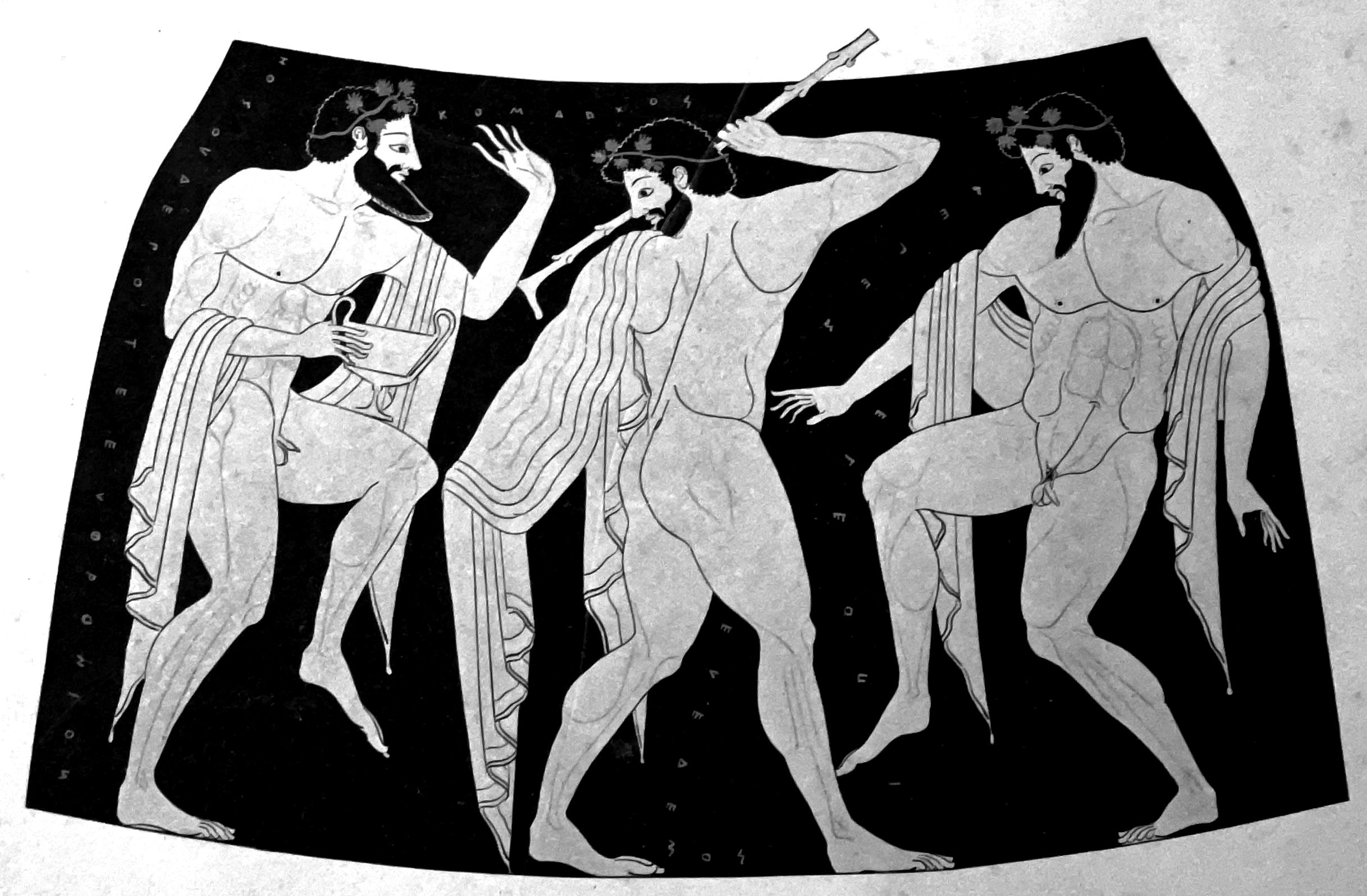
Dibujo de la escena de los juerguistas realizado por Karl Reichhold, que muestra la inscripción «¡Como nunca, Eufronio!» escrita de arriba a abajo en el extremo izquierdo.

El vaso incluye una inscripción, escrita por Eutímides en engobe púrpura, a lo largo del borde izquierdo de la imagen de los comastas: «¡Como nunca, Eufronio!» (en griego antiguo: ὡς οὐδέποτε Εὐφρόνιος, romanizado: hos oudepote Euphronios. La inscripción se interpreta generalmente como una burla o desafío a Eufronio, quien era contemporáneo y rival de Euímides:  Ambos pintores estaban familiarizados con el trabajo del otro, y como una afirmación de que Eufronio nunca podría igualar la pintura de los bailarines. Gisela Richter lo interpretó específicamente como una referencia al uso de vistas de tres cuartos por parte de Eutímides, en contraste con la perspectiva frontal o lateral universal en la obra de Eufronio. Sin embargo, también se ha interpretado como más estrechamente vinculado con la imagen, afirmando en cambio que Eufronio nunca había participado en un como, tal vez porque se trataba de una actividad aristocrática y Eufronio era de origen social comparativamente bajo. Jenifer Neils afirma que la inscripción a veces se ha interpretado como una muestra de «celos seniles».

## Importancia artística
Rompiendo con las posturas frontales tradicionalmente rígidas de las estatuas y pinturas arcaicas contemporáneas, los juerguistas se representan en posturas dinámicas y superpuestas. El historiador de arte Jeffrey M. Hurwit ha llamado al Vaso de los juerguistas la más importante de las seis obras pintadas firmadas de Eutímides. La historiadora de arte Mary B. Moore ha enfatizado el pathos de la imagen de Héctor, sugiriendo que la intensidad de la mirada de sus padres hacia él indica que sabían que moriría en la guerra de Troya, y ha vinculado el vaso con otras obras contemporáneas que utilizan a los héroes del Ciclo troyano como vehículos para la compasión y la tragedia.